# Caramboxine
La caramboxine (CBX) est un composé organique de la famille des acides aminés aromatiques. C'est une toxine présente dans la carambole (Averrhoa carambola),. Elle est plus particulièrement dangereuse pour les personnes souffrant d'insuffisance rénale chronique qui risquent des effets neurologiques, intoxication, crise d'épilepsie, voire la mort en cas d'ingestion du fruit. La caramboxine est acide aminé non protéinogène qui stimule les récepteurs de glutamates (en) dans les neurones. Sa structure chimique est assez similaire à celle de la phénylalanine. La caramboxine est un agoniste des récepteurs inotropes glutamatergiques NMDA et AMPA, avec de puissantes propriétés excitatrices, convulsives et neurodégénératives.
Du fait des risques d'empoisonnement à la caraboxine, pouvant mener à une insuffisance rénale aiguë, il est déconseillé de manger le fruit ou de boire son jus à jeun.

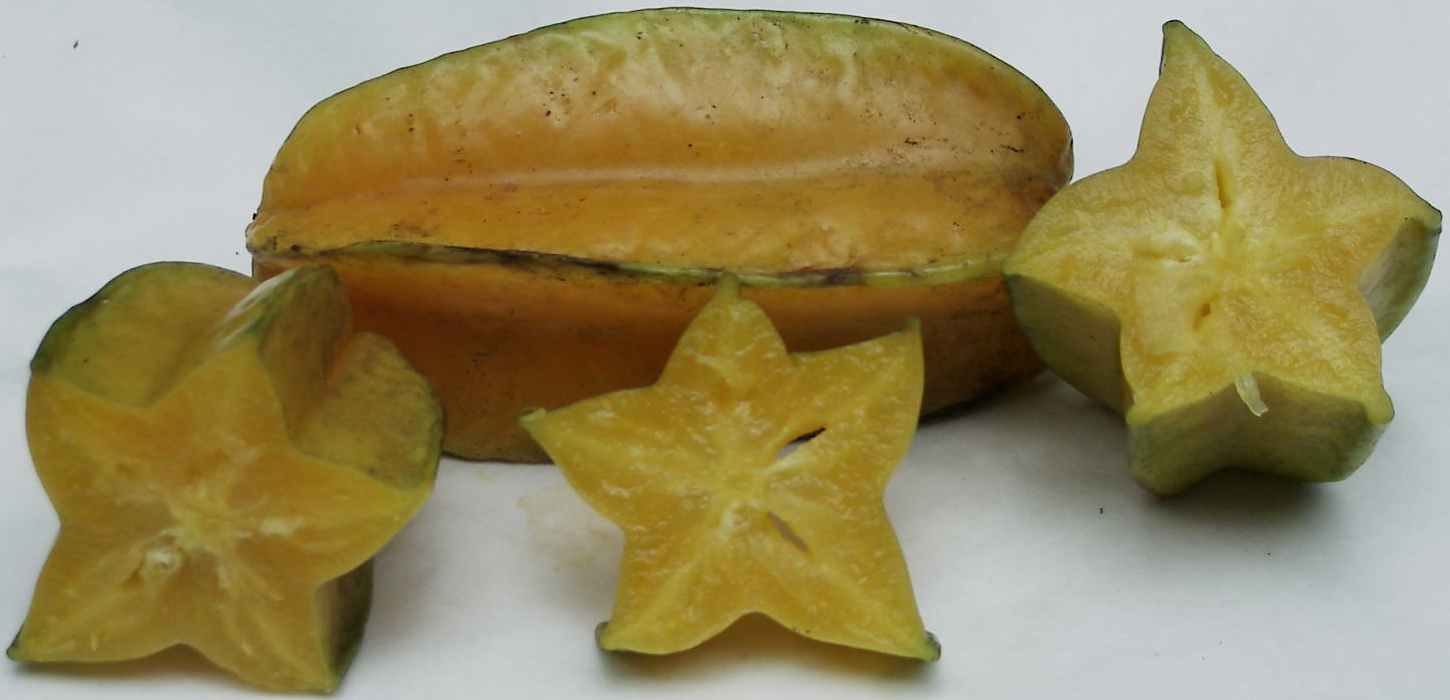
Carambole